# Петр Фијала
Петр Фијала (рођен 1. септембра 1964) је чешки политичар и политиколог који је мандатар Чешке Републике од 28. новембра 2021. године. Био је лидер Грађанске демократске странке (ОДС) од 2014. године, а раније је био Министар просвете, омладине и спорта од 2012. до 2013. године.
Председник Милош Земан је именовао Фијалу 28. новембра 2021. године и он је положио заклетву за мандатара и наследио Андреја Бабиша, док би остатак његовог кабинета требало да преузме одговорност извршне власти.

## Младост
Фијала је рођен у Брну и одрастао је у конзервативној католичкој породици. Његов отац је преживео Холокауст. Студирао је историју и чешки језик на Факултету за књижевност Масариковог универзитета између 1983. и 1988. године, а након дипломирања радио је као историчар у музеју у Кромержижу.
Године 1996. постао је доцент на Карловом универзитету у Прагу, а 2002. године именован је за првог професора политичких наука у Чешкој Републици. Године 2004. постао је декан Факултета друштвених наука и исте године изабран за ректора Масариковог универзитета, победивши у трећем кругу Јана Вешлера. Фијала је поново изабран 2008. године и на тој функцији је остао до 2011. године. Док је Фијала био ректор, универзитет је повећао број студената на око 45.000, постао најпопуларнији чешки универзитет у смислу пријављивања и створио национални систем за откривање академског плагијата. Током овог периода, Масарик универзитет је изградио нови кампус за биомедицину вредан 220 милиона евра, отворио истраживачку станицу на Антарктику и координирао пројекат Централноевропског института за технологију (ЦЕИТЕЦ) користећи 5,3 милијарде ЦЗК из Европских структурних и инвестиционих фондова, који лансиран 2011. године.

## Каријера

### Политика
У септембру 2011. године Фијала је био главни помоћник премијера Петра Нечаса за науку, а 2. маја 2012. године именован је за министра просвете, омладине и спорта у Нечасовој влади, остајући на тој функцији све док Нечас није поднео оставку 2013. године.
На парламентарним изборима у октобру 2013. године, Фијала је изабран као независни члан Представничког дома. Грађанска демократска партија (ОДС) је поражена на изборима и Фиала се придружио странци у новембру 2013. године. Фијала је 2014. године најавио кандидатуру за лидера ОДС-а и 18. јануара 2014. године изабран је за четвртог лидера странке. Поново је изабран за лидера странке 2016.
Фијала је предводио ОДС на парламентарним изборима 2017. године, на којима је странка завршила на другом месту са 11 % гласова. Фијала је одбио да преговара са АНО 2011 о придруживању следећој влади и ОДС је остао у опозицији. Фијала је поново изабран за лидера ОДС-а 2018. Фијала је 28. новембра 2017. изабран је за заменика председника Представничког дома са 116 од 183 гласа.
Са Фијалом као лидером, ОДС је постигао успех на општинским изборима 2018. и победио на изборима за Сенат исте године. Фијала је поново изабран за лидера ОДС-а 2020.
ОДС је такође постигао успех током регионалних избора 2020. године. Фијала је тада започела преговоре са КДУ-ЧСЛ и ТОП 09 о формирању изборног савеза за законодавне изборе 2021. године. ОДС, КДУ-ЧСЛ и ТОП 09 постигли су договор о формирању савеза под називом СПОЛУ („Заједно”). Фиала је постао кандидат алијансе за место премијера.
Уочи избора, истраживања јавног мњења су указивала да ће победити АНО 2011, али у изборној несрећи, Сполу је освојио највећи број гласова, а опозиционе странке су освојиле већину места у Дому посланика. Опозиционе странке потписале су меморандум којим се слажу да номинују Фијалу за премијера. Пет чешких партија, од евроскептичних Грађанских демократа до либералне Пиратске партије левог центра, потписало је 8. новембра пакт о формирању нове коалиционе владе десног центра и обавезало се да ће смањити буџетски дефицит. Председник Милош Земан је 9. новембра званично затражио од Фијале да формира нову владу. Дана 17. новембра 2021. године Фијала је упознао Земана са предложеним кабинетом и Земан је пристао да именује Фијалу за новог премијера 26. новембра 2021. године. У новембру 2021, Фијала је потврдио да жели да настави са Сполу коалицијом на сенатским и општинским изборима 2022. године.
Председник Земан је 28. новембра 2021. именовао Фијалу за премијера Чешке Републике. Након његовог именовања, Фијала је рекао да верује да ће његова влада донети промене и побољшати животе људи у Чешкој, али да ће следећа година бити тешка за многе грађане и саму Чешку Републику.